# Mandevilla venulosa
Mandevilla venulosa är en oleanderväxtart som först beskrevs av Müll.Arg., och fick sitt nu gällande namn av Robert Everard Woodson. Mandevilla venulosa ingår i släktet Mandevilla och familjen oleanderväxter. Inga underarter finns listade i Catalogue of Life.